# Правитель
Правитель — глава держави, країни чи іншої відокремленої території. 
Слово «правитель» позбавлене будь-якого додаткового значення, не має іншомовного походження, а тому є прийнятним для позначення глави держави будь-якого політичного устрою, форми правління чи культури. Також цим словом можна називати регентів та узурпаторів. З цих же причин, поняття «правитель» є більш точним і вірним, ніж слово «цар», в позначенні титулів монархів давнини.